# Кам'яний міст (Тарту)
Кам'яний міст (ест. Kivisild) — арковий міст через річку Емайиґі, що існував у місті Тарту, Естонія, з 1784 по 1941 рік. Довгий час лишався єдиним кам'яним мостом у Балтії.

## Історія

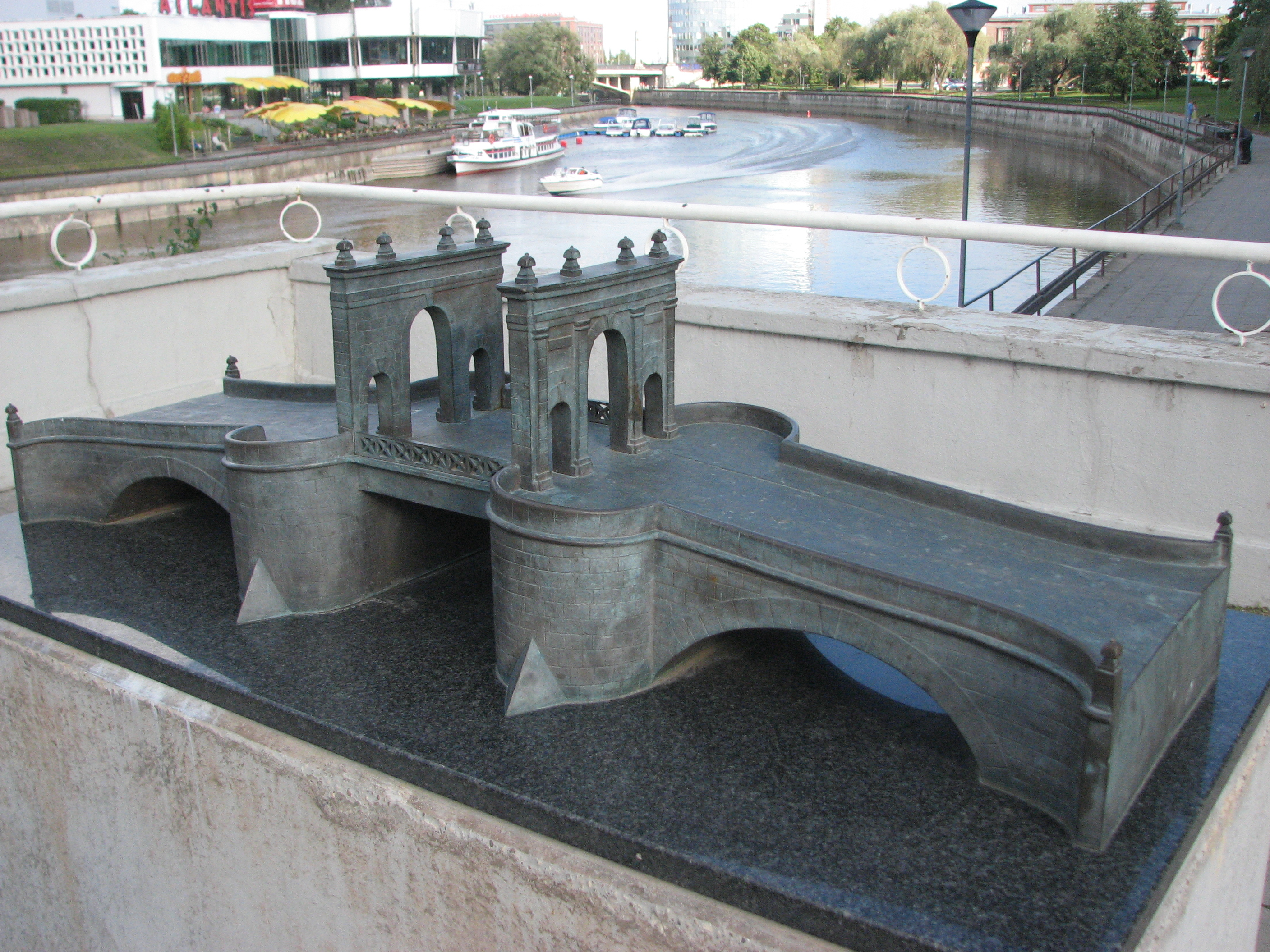
Модель Кам'яного мосту на мості Каарсільд

Кам'яний міст було споруджено після великої пожежі в Тарту у 1775 році за ініціативою генерал-губернатора Джорджа Брауна та за кошти Катерини II. Міст у стилі класицизму був побудований за проєктом Й. К. Зіґфрідена та під керівництвом майстра Йоганна Закловського у 1779–1784 рр. 
Східну частину мосту 9 липня 1941 року підірвали радянські війська, які на той час відступали з міста, а вцілілу західну частину ―  німецькі війська, які відступали з міста у 1944 році.
Зараз на місці Кам'яного мосту стоїть міст Каарсільд. Існують плани з відновлення Кам'яного мосту; також у 2004 році на мості Каарсільд було відкрито бронзовий макет Кам'яного мосту.

## Опис

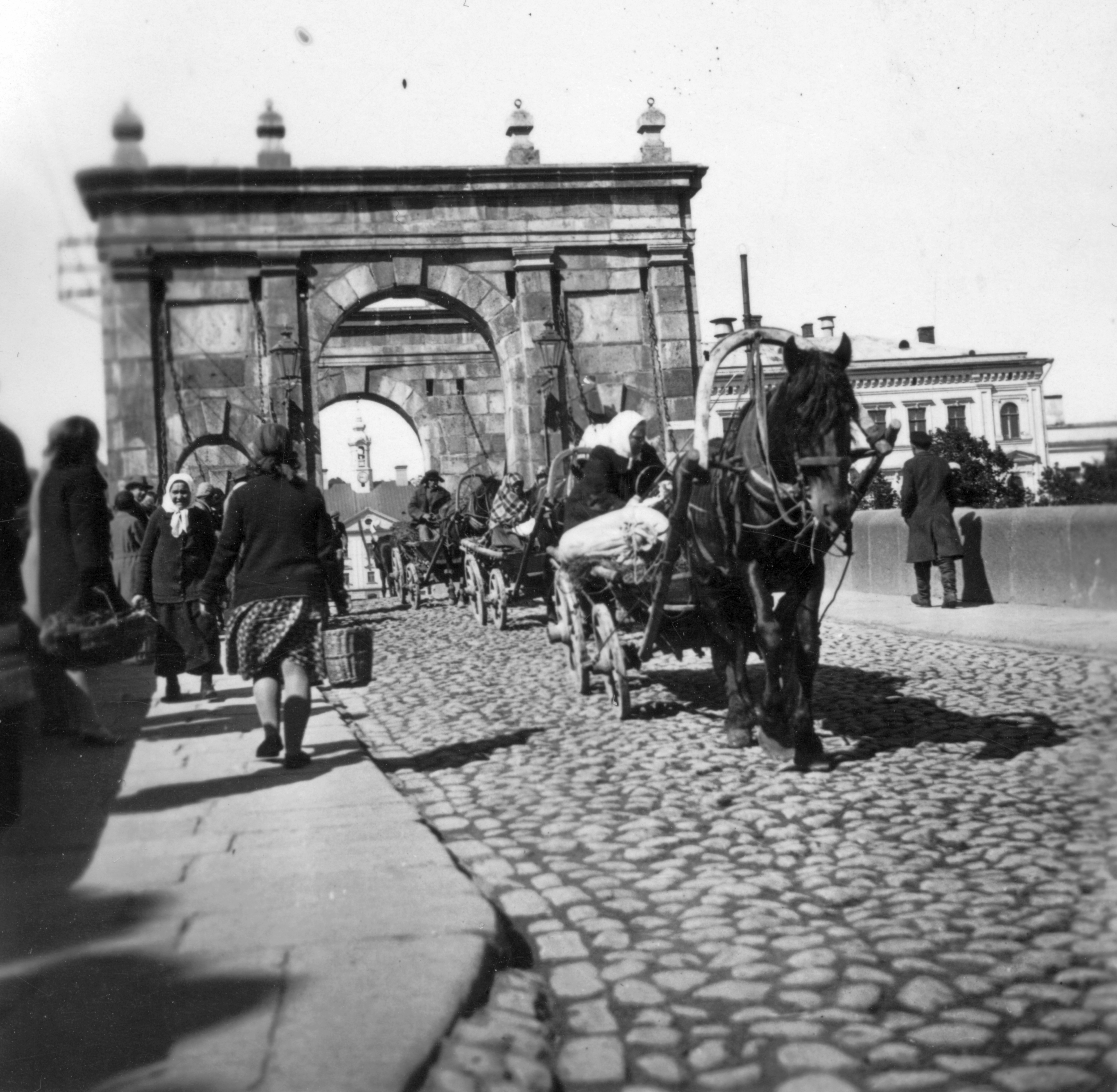
Фото Кам'яного мосту у 1934 році

Центральна частина мосту була виготовлена з дерева і була розвідною, що уможливлювало рух кораблів по річці Емайиґі. Ширина мосту із двома воротними арками становила 5,6 м, і для його спорудження було використано близько 3000 гранітних блоків. Камені в арках мосту були скріплені залізними скобами, а для збільшення міцності в отвори для кріплення скоб було залито олово. Каміння для панелей та карнизів мосту, яке вимагало дрібнішої обробки, було привезено з Петербурга. Для мурування каміння було використано майже 9000 пудів вапна, 10 бочок цементу, привезеного з Амстердама, 3900 пудів заліза та 350 пудів свинцю, а також для будівельних лісів було використано тисячі колод. Міст було відкрито для руху 16 вересня 1784 року.
Готовий міст в архітектурному плані завершував ансамбль центральної площі Тарту. На стороні мості з боку ратуші розміщувалися дві кам'яні плити з текстом латинською та німецькою мовами: "SISTE HIC IMPETUS FLUMEN CATHARINA II IUBET CUIUS MUNIFICENTIA HAEC MOLES IN COMMODIUM PUBLICUM EXSTRUCTA LIVIONIA QUEPRIMO PONTE LAPIDEO ADORNATA MDCCLXXXIII" («Річко, стримай тут свою течію за наказом Катерини II, по щедрості якої було споруджено цей міст і яка прикрасила Лівонію першим кам'яним мостом у 1783 році»).
Плита з текстом латинською мовою практично не постраждала під час підриву мосту в 1941 році, проте подальших свідчень про її долю немає.

## Міст у мистецтві
Ймовірно, що Кам'яний міст Тарту у часи своєї молодості малював і Адольф Гітлер.
Серед естонських митців міст зображали зокрема Луіс Гефлінґер та Ріхард Калйо. Однією із найвідоміших картин із зображенням мосту є полотно Віллема Орміссона «Вид на Тарту» (ест. Tartu vaade, 1937).

### Галерея

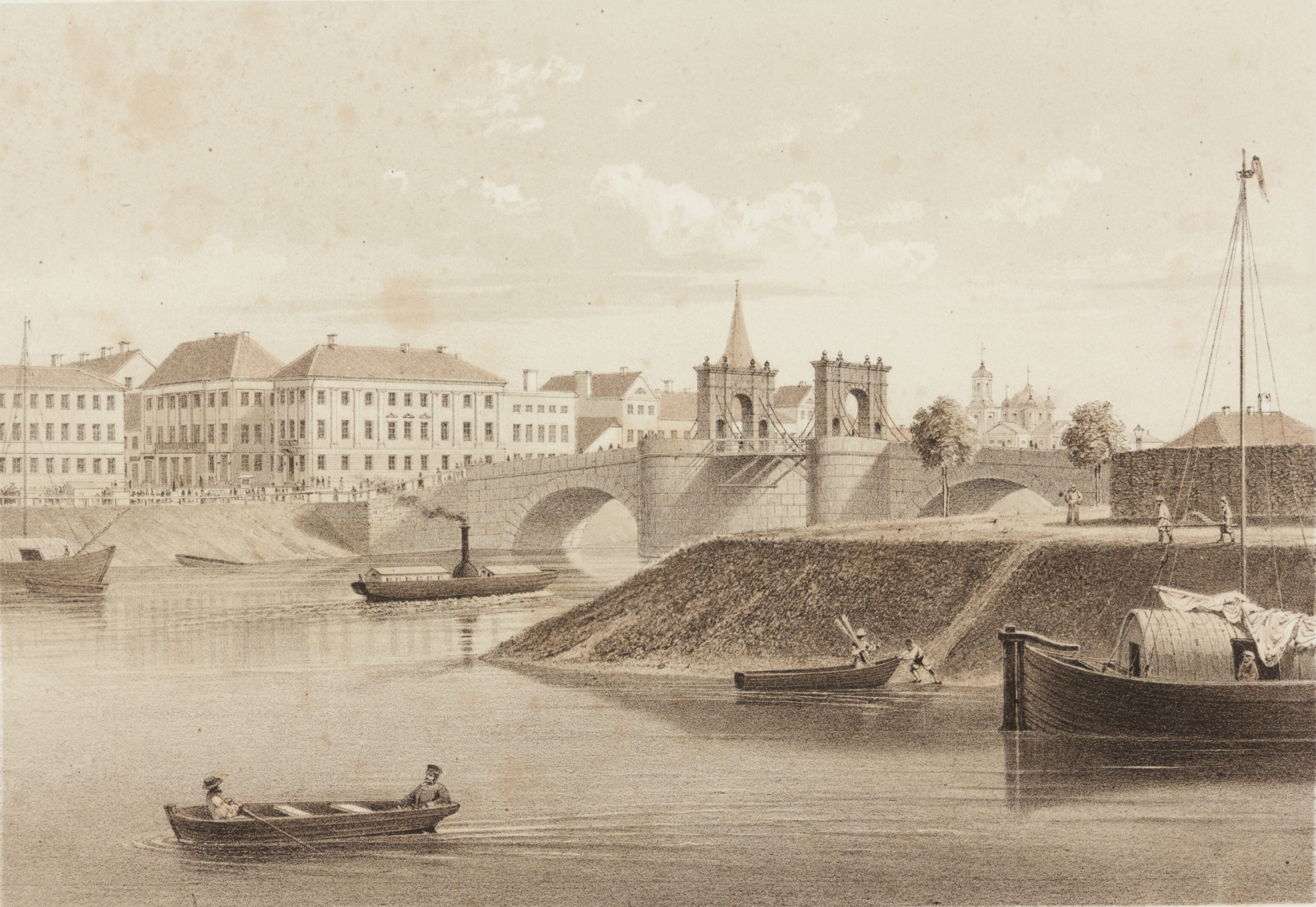
Літографія Луїса Гефлінґера із зображенням Кам'яного мосту (1860)
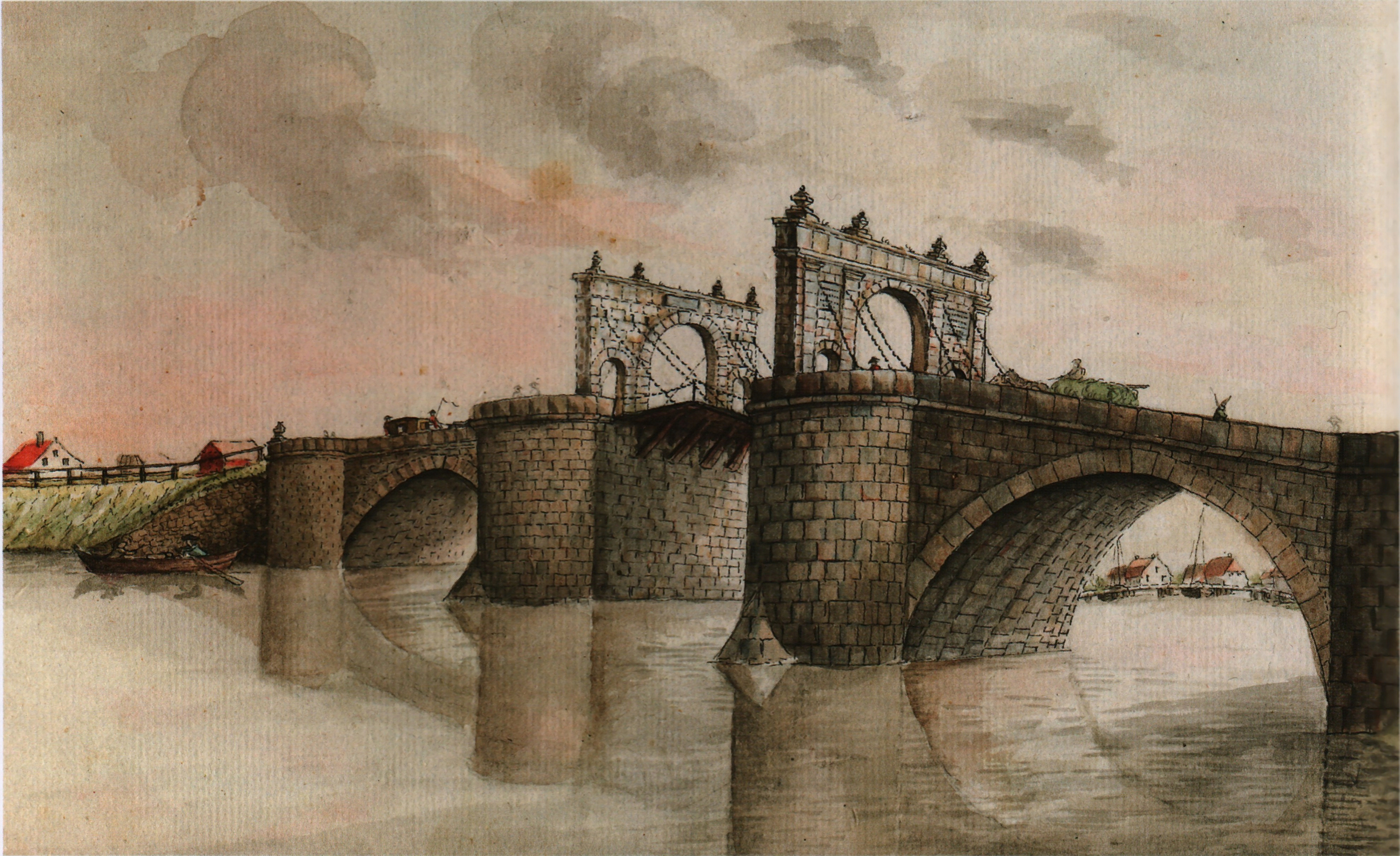
Кам'яний міст. Малюнок Едуарда Філіппа Кербера, 1800 рік
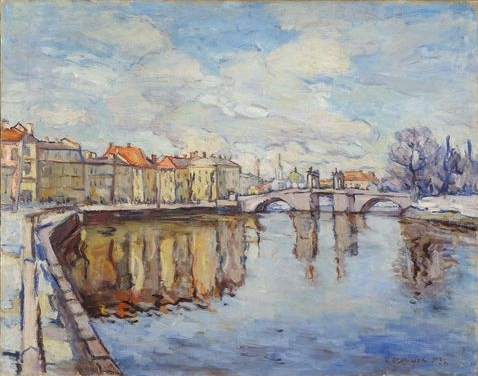
Віллем Орміссон, «Вид на Тарту» (олія, 1937)
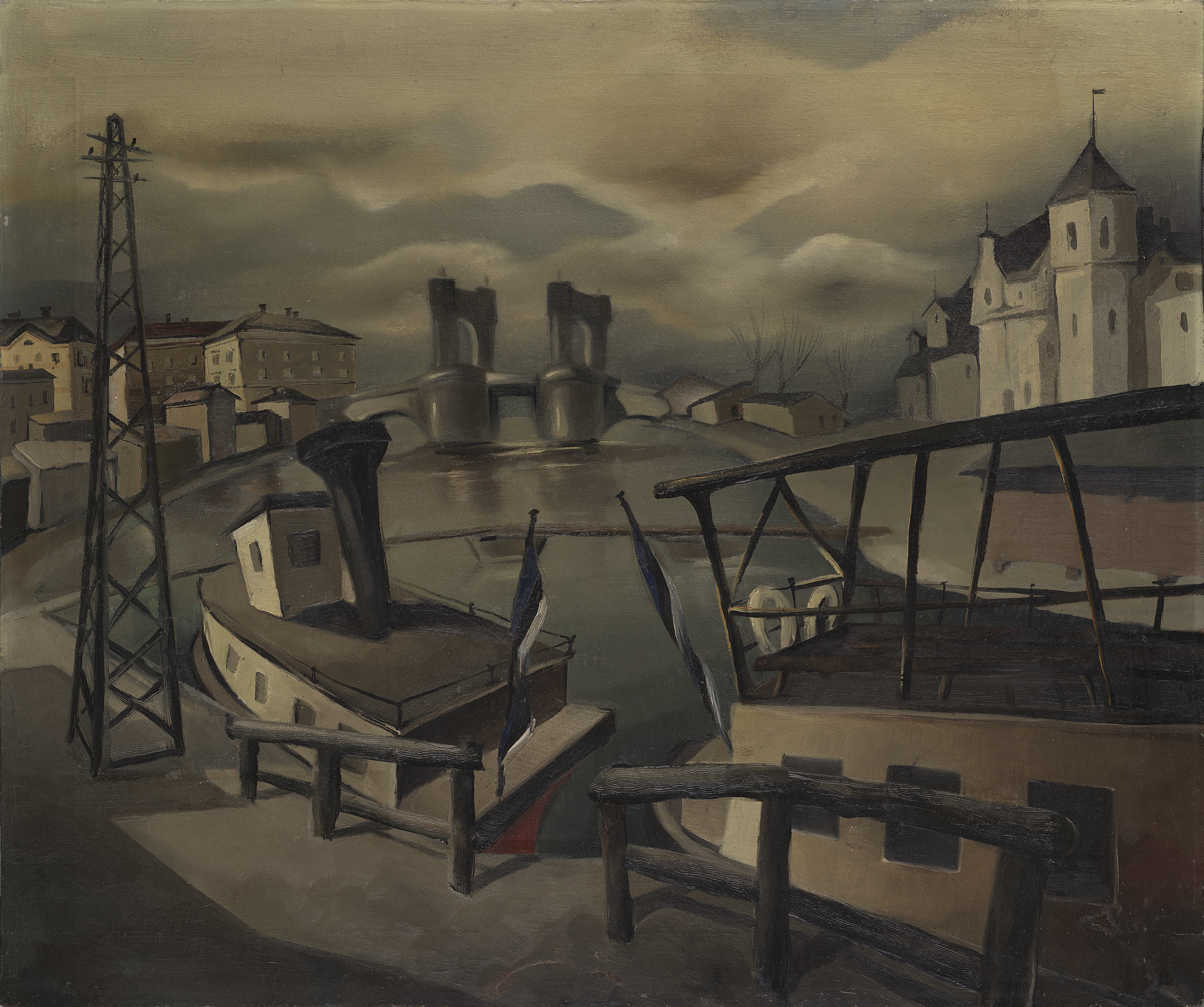
Гандо Муґасто, «Кам'яний міст в Тарту» (олія, 1931)